# 張永 (永樂進士)
張永（14世紀—15世紀），字邦彥，江西吉安府吉水縣天井鄉人，明朝政治人物。

## 生平
永樂十二年（1414年）中舉人，次年（1415年）聯捷進士，獲授山東道監察御史，彈劾不避諱權貴，讓明成祖高興。之後他因為雙親年老請求乞養，外任石門縣教諭，正身恭謹、推崇正學，學者以他為宗。

## 家族
父張原，崇安知縣，
兄長張惠擔任蘄州教諭、張用擔任金華縣教諭，也崇尚道學，時人稱他們為「三鳳」。